# Hrvatska republička nogometna liga – Sjever 1951.
Hrvatska republička nogometna liga – Sjever (također i kao Hrvatska nogometna liga – Sjeverna skupina) je bila jedna od dvije skupine Hrvatske lige (Hrvatske republičke lige, Hrvatske nogometne lige), trećeg stupnja nogometne lige u Jugoslaviji u sezoni 1951. 
 
Sudjelovalo je 11 klubova, a prvak je bio Naprijed iz Siska, koji je potom s prvakom Južne skupine – Šibenikom igrao za prvaka Hrvatske. 

Za narednu sezonu – 1952., je reformiran sustav natjecanja, te je republička liga ukinuta, a umjesto nje je igrano u pet posaveznih liga (Osijek, Rijeka, Split, Zagreb – Grad i Zagreb – Pokrajina), prvaci čijih su razigravali za prvaka Hrvatske. Republička liga za Hrvatsku je obnovljena tek od sezone 1973./74. 

## Formiranje lige
- Naprijed (Sisak), Jedinstvo (Zagreb), Sloboda (Varaždin), Dinamo (Vinkovci), Braća Bakić (Bjelovar) i Slaven (Borovo), iz dotadašnje jedinstvene Republičke lige
- Jedinstvo (Čakovec), prvak oblasne lige Zagreb
- Radnik (Daruvar), prvak oblasne lige Bjelovar
- Saobraćaj (Zagreb), prvak Prvog razreda Zagrebačke lige
- Sloboda (Đakovo), prvak oblasne lige Osijek
- Slaven (Koprivnica) – poslije kvalifikacija

### Kvalifikacije za ulazak u ligu
| Polufinale        | Polufinale | Polufinale           |     |     |
| ----------------- | ---------- | -------------------- | --- | --- |
| Borac Jarun       | –          | Radnik Velika Gorica | 1:3 | 0:2 |
| Slaven Koprivnica | –          | Belje Kneževo        | 1:1 | 2:1 |
| Finale            |            |                      |     |     |
| Slaven Koprivnica | –          | Radnik Velika Gorica | 2:1 | 1:0 |

## Ljestvica
| mj.                                                  | klub              | ut. | pob. | ner. | por. | gol+ | gol- | bod |
| ---------------------------------------------------- | ----------------- | --- | ---- | ---- | ---- | ---- | ---- | --- |
| 1.                                                   | Naprijed Sisak    | 20  | 16   | 2    | 2    | 60   | 22   | 34  |
| 2.                                                   | Dinamo Vinkovci   | 20  | 9    | 5    | 6    | 33   | 25   | 23  |
| 3.                                                   | Sloboda Varaždin  | 20  | 10   | 2    | 8    | 41   | 31   | 22  |
| 4.                                                   | Saobraćaj Zagreb  | 20  | 10   | 2    | 8    | 35   | 32   | 22  |
| 5.                                                   | Slaven Koprivnica | 20  | 8    | 5    | 7    | 41   | 34   | 21  |
| 6.                                                   | Slaven Borovo     | 20  | 10   | 1    | 9    | 37   | 31   | 21  |
| 7.                                                   | Bjelovar          | 20  | 7    | 4    | 9    | 29   | 36   | 18  |
| 8.                                                   | Jedinstvo Zagreb  | 20  | 6    | 5    | 9    | 26   | 29   | 17  |
| 9.                                                   | Jedinstvo Čakovec | 20  | 7    | 2    | 11   | 27   | 34   | 16  |
| 10.                                                  | Sloboda Đakovo    | 20  | 6    | 3    | 11   | 29   | 46   | 15  |
| 11.                                                  | Radnik Daruvar    | 20  | 4    | 3    | 13   | 22   | 60   | 11  |
| Borovo Naselje ranije dio Borova, danas dio Vukovara |                   |     |      |      |      |      |      |     |
| Izvori                                               |                   |     |      |      |      |      |      |     |

- Viši rang:
  - Naprijed (Sisak) je igrao kvalifikacije za prvaka Hrvatske sa Šibenikom – izgubio
- Ispali:
  - Nitko
- Novi članovi:
  - Nitko
- Napomene:
  - Liga je ukinuta za narednu sezonu, umesto nje i oblasnih – četiri podsavezne lige i pokrajinska liga podsaveza Zagreb:

## Sljedeće sezone
- Osiječki podsavez: Dinamo (Vinkovci), Slaven (Borovo), Sloboda (Đakovo) i Radnik (Daruvar)
- Zagrebački podsavez (pokrajina): Naprijed (Sisak), Sloboda (Varaždin), Slaven (Koprivnica), Bjelovar, te Jedinstvo (Čakovec) nakon kvalifikacija
- Zagrebački podsavez (Grad): Saobraćaj (Zagreb) i nakon kvalifikacija Jedinstvo (Zagreb)

## Rezultatska križaljka
| kratica | klub              | BJE | DIN | JEDČ | JEDZ | NAP | RAD | SAO | SLAB | SLAK | SLOĐ | SLOV |
| --- | ----------------- | --- | --- | ---- | ---- | --- | --- | --- | ---- | ---- | ---- | ---- |
| BJE | Bjelovar          |     |     |      |      |     |     |     |      |      |      |      |
| DIN | Dinamo Vinkovci   |     |     |      |      |     |     |     |      |      |      |      |
| JEDČ | Jedinstvo Čakovec |     |     |      |      |     |     |     |      |      |      |      |
| JEDZ | Jedinstvo Zagreb  |     |     |      |      |     |     |     |      |      |      |      |
| NAP | Naprijed Sisak    |     |     |      |      |     |     |     |      |      |      |      |
| RAD | Radnik Daruvar    |     |     |      |      |     |     |     |      |      |      |      |
| SAO | Saobraćaj Zagreb  |     |     |      |      |     |     |     |      |      |      |      |
| SLAB | Slaven Borovo     |     |     |      |      |     |     |     |      |      |      |      |
| SLAK | Slaven Koprivnica |     |     |      |      |     |     |     |      |      |      |      |
| SLOĐ | Sloboda Đakovo    |     |     |      |      |     |     |     |      |      |      |      |
| SLOV | Sloboda Varaždin  |     |     |      |      |     |     |     |      |      |      |      |
| |                   |     |     |      |      |     |     |     |      |      |      |      |
| podebljan rezultat - utakmice od 1. do 11. kola (1. utakmica između klubova) rezultat normalne debljine - utakmice od 12. do 22. kola (2. utakmica između klubova) rezultat nakošen - nije vidljiv redoslijed odigravanja međusobnih utakmica iz dostupnih izvora rezultat nakošen i smanjen * - iz dostupnih izvora nije uočljiv domaćin susreta prekrižen rezultat - poništena ili brisana utakmica p - utakmica prekinuta 3:0 p.f. / 0:3 p.f. - rezultat 3:0 bez borbe |                   |     |     |      |      |     |     |     |      |      |      |      |

## Doigravanje za prvaka Hrvatske
Igrano 30. listopada i 4. studenog 1951. godine.
| Šibenik |  | – |  | Naprijed Sisak |  | 1:0, | 1:1 |

Šibenik prvak Hrvatske.
 Izvori: 

## Poveznice
- Prvenstvo Hrvatske u nogometu
- Hrvatska republička nogometna liga – Jug 1951.